# Носоріг (печера)
Носоріг (рос. Носорог) — карстова печера в Туркменістані, на гірському хребті Кугітангтау, південному продовженні Байсунтау, гірської системи Паміро-Алай. Печера вертикального типу простягання. Загальна протяжність — 30 м. Глибина печери становить 100 м. Категорія складності проходження ходів печери — 1.